# Yussuf Poulsen
Yussuf Yurary Poulsen (Copenaghen, 15 giugno 1994) è un calciatore danese, attaccante dell'Amburgo e della nazionale danese.

## Biografia
Yussuf Poulsen è nato in Danimarca da madre danese e padre tanzaniano. Suo padre è morto di cancro quando Poulsen non aveva ancora 6 anni, e così lui porta il nome "Yurary" sulla maglia in suo onore.

## Caratteristiche tecniche
Attaccante versatile, in grado di ricoprire tutti i ruoli offensivi. Impiegato principalmente come ala destra, si dimostra in possesso di fisicità, dinamismo, buona tecnica di base e discreta finalizzazione;
buono anche come colpitore di testa. In seguito alla cessione al Chelsea, nel 2020, di Timo Werner, comincia ad essere principalmente impiegato nel ruolo di centravanti.
Possiede un buon senso della posizione, è agile ma è anche abile nel calciare di prima intenzione, tira bene con entrambi i piedi, oltre ad avere un tiro potente.

## Carriera

### Club

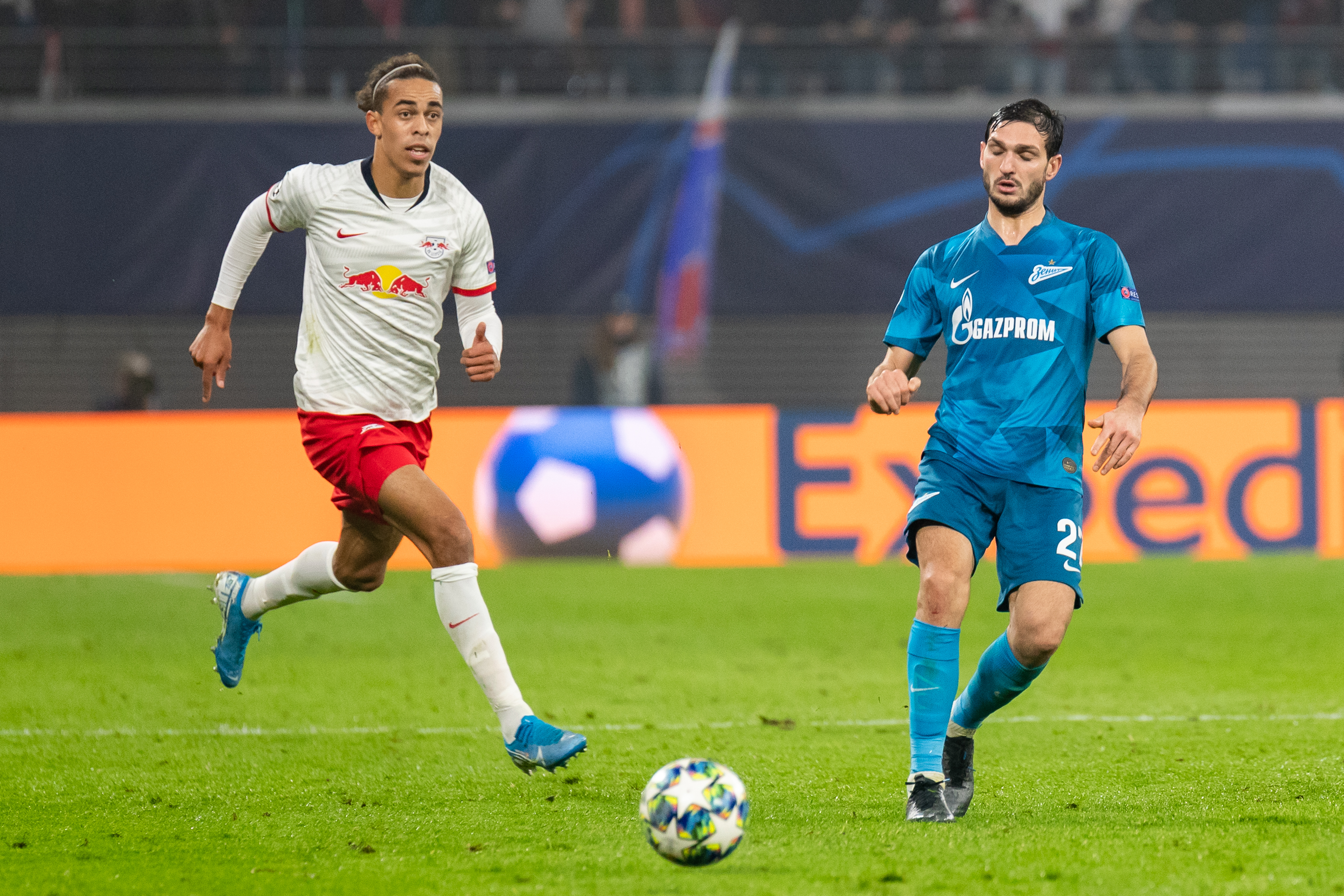
Yussuf Poulsen (a sinistra) in azione con la maglia del RB Lipsia nell'ottobre 2019.

#### Lyngby
Debutta in Superligaen nel Lyngby nella stagione 2011-2012, che si conclude con la retrocessione della squadra in 1. Division. Nel campionaro segna il suo primo gol sconfiggendo per 1-0 il l'Akademisk Boldklub, con lo stesso risultato si conclude il match contro il Brønshøj Boldklub deciso sempre dal gol di Poulsen, realizza una rete anche contro il Herfølge Boldklub vincendo per 2-0, la sua doppietta sancisce la vittoria su 2-1 ai danni dell'Hobro, l'ultimo gol lo segna battendo per 4-0 il Vejle BK.

#### RB Lipsia
Nel 2014 si trasferisce al RB Lipsia, militante nella 2. Fußball-Bundesliga, con il quale nella stagione 2015-2016 conquista la promozione in Bundesliga.
Nella prima edizione da lui disputata nella massima divisione tedesca segna la rete del 2-1 sconfiggendo l'Augusta, realizza un gol del 1-0 sconfiggendo il Bayer Leverkusen, sigla una rete anche nella vittoria per 4-0 contro il Friburgo oltre che nel pareggio per 2-2 con l'Eintracht Francoforte. Nell'edizione 2018-2019 della Bundesliga realizza quindici gol, segna una doppietta nelle vittorie contro il l'Hoffenheim (2-1), il Bayer Leverkusen (3-0), il Fortuna Düsseldorf (4-0), il Magonza (4-1) e lo Stoccarda (3-1), ed è autore di una tripletta sconfiggendo per 5-0 l'Hertha Berlino.
Vince la Coppa di Germania dove segna una sola rete, nella partita che si è conclusa per 2-0 contro il Hansa Rostock. Ad oggi, con oltre 300 apparizioni, detiene il record di presenze in maglia biancorossa. Vince nuovamente la Coppa di Germania, l'edizione 2022-2023 dove Poulsen segna due gol contro l'Amburgo vincendo per 4-0.

### Nazionale
Poulsen era idoneo a giocare per la Tanzania, ma non ha ricevuto offerte dalla Federazione calcistica della Tanzania; di conseguenza, ha scelto di rappresentare la sua nativa Danimarca.
Dopo aver militato nelle nazionali inferiori danesi, debutta con la nazionale Under-21 durante le qualificazioni per l'europeo di categoria. Il 31 gennaio 2013 debutta con la nazionale maggiore nella partita amichevole pareggiata per 1-1 contro il Messico subentrando all'84º minuto ad Andreas Cornelius. Debutta invece dal primo minuto nella sfida valida per le qualificazioni europee pareggiata in trasferta per 1-1 contro l'Albania. Il 13 maggio segna il suo primo gol per il momentaneo 1-0 contro la Serbia.
Poulsen è stato selezionato nella squadra della Danimarca per le Olimpiadi estive del 2016, ma ha rifiutato la convocazione per consolidare il suo posto al Lipsia.
Il 4 giugno 2018 viene incluso nella lista definitiva dei 23 convocati per il mondiale di Russia 2018 in cui decide la prima sfida del girone contro il Perù segnando il gol del definitivo 1-0, riscattando un errore commesso alla fine del primo e che aveva causato un fallo da rigore, poi sbagliato dalla formazione sudamericana. Nella partita successiva causa un nuovo rigore, realizzando un record negativo: era dal 1966 che un giocatore non commetteva due falli da rigore nel corso dello stesso mondiale.
Successivamente viene convocato per Euro 2020, in cui realizza dopo soli 99 secondi il gol del provvisorio 1-0 dei danesi nella sconfitta per 1-2 contro il Belgio; questa si tratta della seconda rete più veloce nella storia della manifestazione dopo quella realizzata dal russo Dmitrij Kiričenko contro la Grecia a Euro 2004. Quattro giorni dopo si è ripetuto nel successo per 4-1 contro la Russia.
Nella Nations League con una rovesciata realizza il gol del 2-0 sconfiggendo la Serbia.

## Statistiche

### Presenze e reti nei club
Statistiche aggiornate al 30 giugno 2025.
| Stagione         | Squadra          | Campionato       | Campionato | Campionato | Coppe nazionali | Coppe nazionali | Coppe nazionali | Coppe continentali | Coppe continentali | Coppe continentali | Altre coppe | Altre coppe | Altre coppe | Totale | Totale |
| Stagione         | Squadra          | Comp             | Pres       | Reti       | Comp            | Pres            | Reti            | Comp               | Pres               | Reti               | Comp        | Pres        | Reti        | Pres   | Reti   |
| ---------------- | ---------------- | ---------------- | ---------- | ---------- | --------------- | --------------- | --------------- | ------------------ | ------------------ | ------------------ | ----------- | ----------- | ----------- | ------ | ------ |
| 2011-2012        | Lyngby           | SL               | 5          | 0          | CD              | 0               | 0               | -                  | -                  | -                  | -           | -           | -           | 5      | 0      |
| 2012-2013        | Lyngby           | 1D               | 30         | 11         | CD              | 2               | 0               | -                  | -                  | -                  | -           | -           | -           | 32     | 11     |
| Totale Lyngby    | Totale Lyngby    | Totale Lyngby    | 35         | 11         |                 | 2               | 0               |                    | -                  | -                  |             | -           | -           | 37     | 11     |
| 2013-2014        | RB Lipsia        | 3.BL             | 36         | 10         | CG              | 1               | 0               | -                  | -                  | -                  | -           | -           | -           | 37     | 10     |
| 2014-2015        | RB Lipsia        | 2.BL             | 29         | 11         | CG              | 3               | 1               | -                  | -                  | -                  | -           | -           | -           | 32     | 12     |
| 2015-2016        | RB Lipsia        | 2.BL             | 32         | 7          | CG              | 2               | 0               | -                  | -                  | -                  | -           | -           | -           | 34     | 7      |
| 2016-2017        | RB Lipsia        | BL               | 29         | 5          | CG              | 1               | 0               | -                  | -                  | -                  | -           | -           | -           | 30     | 5      |
| 2017-2018        | RB Lipsia        | BL               | 30         | 4          | CG              | 2               | 1               | UCL+UEL            | 4+5                | 0                  | -           | -           | -           | 41     | 5      |
| 2018-2019        | RB Lipsia        | BL               | 31         | 15         | CG              | 6               | 2               | UEL                | 8                  | 2                  | -           | -           | -           | 45     | 19     |
| 2019-2020        | RB Lipsia        | BL               | 22         | 5          | CG              | 3               | 0               | UCL                | 8                  | 0                  | -           | -           | -           | 33     | 5      |
| 2020-2021        | RB Lipsia        | BL               | 27         | 5          | CG              | 6               | 5               | UCL                | 8                  | 1                  | -           | -           | -           | 41     | 11     |
| 2021-2022        | RB Lipsia        | BL               | 25         | 6          | CG              | 3               | 1               | UCL+UEL            | 4+5                | 0                  | -           | -           | -           | 37     | 7      |
| 2022-2023        | RB Lipsia        | BL               | 19         | 2          | CG              | 4               | 2               | UCL                | 5                  | 0                  | SG          | 0           | 0           | 28     | 4      |
| 2023-2024        | RB Lipsia        | BL               | 28         | 5          | CG              | 2               | 0               | UCL                | 7                  | 0                  | SG          | 1           | 0           | 38     | 5      |
| 2024-2025        | RB Lipsia        | BL               | 22         | 2          | CG              | 1               | 2               | UCL                | 6                  | 1                  | -           | -           | -           | 28     | 5      |
| Totale RB Lipsia | Totale RB Lipsia | Totale RB Lipsia | 330        | 77         |                 | 34              | 16              |                    | 60                 | 4                  |             | 1           | 0           | 425    | 97     |
| Totale carriera  | Totale carriera  | Totale carriera  | 365        | 88         |                 | 36              | 16              |                    | 60                 | 4                  |             | 1           | 0           | 462    | 108    |

### Cronologia presenze e reti in nazionale
| Cronologia completa delle presenze e delle reti in nazionale ― Danimarca | Cronologia completa delle presenze e delle reti in nazionale ― Danimarca | Cronologia completa delle presenze e delle reti in nazionale ― Danimarca | Cronologia completa delle presenze e delle reti in nazionale ― Danimarca | Cronologia completa delle presenze e delle reti in nazionale ― Danimarca | Cronologia completa delle presenze e delle reti in nazionale ― Danimarca | Cronologia completa delle presenze e delle reti in nazionale ― Danimarca | Cronologia completa delle presenze e delle reti in nazionale ― Danimarca |
| Data                                                                     | Città                                                                    | In casa                                                                  | Risultato                                                                | Ospiti                                                                   | Competizione                                                             | Reti                                                                     | Note                                                                     |
| ------------------------------------------------------------------------ | ------------------------------------------------------------------------ | ------------------------------------------------------------------------ | ------------------------------------------------------------------------ | ------------------------------------------------------------------------ | ------------------------------------------------------------------------ | ------------------------------------------------------------------------ | ------------------------------------------------------------------------ |
| 31-1-2013                                                                | Glendale                                                                 | Messico                                                                  | 1 – 1                                                                    | Danimarca                                                                | Amichevole                                                               | -                                                                        | 84’                                                                      |
| 11-10-2014                                                               | Elbasan                                                                  | Albania                                                                  | 1 – 1                                                                    | Danimarca                                                                | Qual. Euro 2016                                                          | -                                                                        | 46’                                                                      |
| 18-11-2014                                                               | Bucarest                                                                 | Romania                                                                  | 2 – 0                                                                    | Danimarca                                                                | Amichevole                                                               | -                                                                        | 73’                                                                      |
| 8-6-2015                                                                 | Viborg                                                                   | Danimarca                                                                | 2 – 1                                                                    | Montenegro                                                               | Amichevole                                                               | -                                                                        |                                                                          |
| 13-6-2015                                                                | Copenaghen                                                               | Danimarca                                                                | 2 – 0                                                                    | Serbia                                                                   | Qual. Euro 2016                                                          | 1                                                                        | 73’                                                                      |
| 4-9-2015                                                                 | Copenaghen                                                               | Danimarca                                                                | 0 – 0                                                                    | Albania                                                                  | Qual. Euro 2016                                                          | -                                                                        | 46’                                                                      |
| 7-9-2015                                                                 | Erevan                                                                   | Armenia                                                                  | 0 – 0                                                                    | Danimarca                                                                | Qual. Euro 2016                                                          | -                                                                        |                                                                          |
| 8-10-2015                                                                | Braga                                                                    | Portogallo                                                               | 1 – 0                                                                    | Danimarca                                                                | Qual. Euro 2016                                                          | -                                                                        | 82’                                                                      |
| 11-10-2015                                                               | Copenaghen                                                               | Danimarca                                                                | 1 – 2                                                                    | Francia                                                                  | Amichevole                                                               | -                                                                        | 61’                                                                      |
| 14-11-2015                                                               | Solna                                                                    | Svezia                                                                   | 2 – 1                                                                    | Danimarca                                                                | Qual. Euro 2016                                                          | -                                                                        | 71’                                                                      |
| 17-11-2015                                                               | Copenaghen                                                               | Danimarca                                                                | 2 – 2                                                                    | Svezia                                                                   | Qual. Euro 2016                                                          | 1                                                                        | 59’                                                                      |
| 24-3-2016                                                                | Herning                                                                  | Danimarca                                                                | 2 – 1                                                                    | Islanda                                                                  | Amichevole                                                               | -                                                                        | 79’                                                                      |
| 29-3-2016                                                                | Glasgow                                                                  | Scozia                                                                   | 1 – 0                                                                    | Danimarca                                                                | Amichevole                                                               | -                                                                        | 46’                                                                      |
| 31-8-2016                                                                | Horsens                                                                  | Danimarca                                                                | 5 – 0                                                                    | Liechtenstein                                                            | Amichevole                                                               | -                                                                        |                                                                          |
| 4-9-2016                                                                 | Copenaghen                                                               | Danimarca                                                                | 1 – 0                                                                    | Armenia                                                                  | Qual. Mondiali 2018                                                      | -                                                                        | 66’                                                                      |
| 8-10-2016                                                                | Varsavia                                                                 | Polonia                                                                  | 3 – 2                                                                    | Danimarca                                                                | Qual. Mondiali 2018                                                      | 1                                                                        | 46’                                                                      |
| 11-10-2016                                                               | Copenaghen                                                               | Danimarca                                                                | 0 – 1                                                                    | Montenegro                                                               | Qual. Mondiali 2018                                                      | -                                                                        | 50’                                                                      |
| 11-11-2016                                                               | Copenaghen                                                               | Danimarca                                                                | 4 – 1                                                                    | Kazakistan                                                               | Qual. Mondiali 2018                                                      | -                                                                        |                                                                          |
| 6-6-2017                                                                 | Brøndby                                                                  | Danimarca                                                                | 1 – 1                                                                    | Germania                                                                 | Amichevole                                                               | -                                                                        | 76’                                                                      |
| 10-6-2017                                                                | Astana                                                                   | Kazakistan                                                               | 1 – 3                                                                    | Danimarca                                                                | Qual. Mondiali 2018                                                      | -                                                                        | 68’                                                                      |
| 5-10-2017                                                                | Podgorica                                                                | Montenegro                                                               | 0 – 1                                                                    | Danimarca                                                                | Qual. Mondiali 2018                                                      | -                                                                        |                                                                          |
| 8-10-2017                                                                | Copenaghen                                                               | Danimarca                                                                | 1 – 1                                                                    | Romania                                                                  | Qual. Mondiali 2018                                                      | -                                                                        | 83’                                                                      |
| 11-11-2017                                                               | Copenaghen                                                               | Danimarca                                                                | 0 – 0                                                                    | Irlanda                                                                  | Qual. Mondiali 2018                                                      | -                                                                        | 64’                                                                      |
| 14-11-2017                                                               | Dublino                                                                  | Irlanda                                                                  | 1 – 5                                                                    | Danimarca                                                                | Qual. Mondiali 2018                                                      | -                                                                        | 70’                                                                      |
| 22-3-2018                                                                | Brøndby                                                                  | Danimarca                                                                | 1 – 0                                                                    | Panama                                                                   | Amichevole                                                               | -                                                                        |                                                                          |
| 27-3-2018                                                                | Aalborg                                                                  | Danimarca                                                                | 0 – 0                                                                    | Cile                                                                     | Amichevole                                                               | -                                                                        | 77’                                                                      |
| 2-6-2018                                                                 | Solna                                                                    | Svezia                                                                   | 0 – 0                                                                    | Danimarca                                                                | Amichevole                                                               | -                                                                        | 77’                                                                      |
| 9-6-2018                                                                 | Brøndby                                                                  | Danimarca                                                                | 2 – 0                                                                    | Messico                                                                  | Amichevole                                                               | 1                                                                        | 82’                                                                      |
| 16-6-2018                                                                | Saransk                                                                  | Perù                                                                     | 0 – 1                                                                    | Danimarca                                                                | Mondiali 2018 - 1º turno                                                 | 1                                                                        | 90+3’                                                                    |
| 21-6-2018                                                                | Samara                                                                   | Danimarca                                                                | 1 – 1                                                                    | Australia                                                                | Mondiali 2018 - 1º turno                                                 | -                                                                        | 37’ 58’                                                                  |
| 1-7-2018                                                                 | Nižnij Novgorod                                                          | Croazia                                                                  | 1 – 1 dts (3 – 2 dtr)                                                    | Danimarca                                                                | Mondiali 2018 - Ottavi di finale                                         | -                                                                        |                                                                          |
| 9-9-2018                                                                 | Aarhus                                                                   | Danimarca                                                                | 2 – 0                                                                    | Galles                                                                   | UEFA Nations League 2018-2019 - 1º turno                                 | -                                                                        | 86’                                                                      |
| 13-10-2018                                                               | Dublino                                                                  | Irlanda                                                                  | 0 – 0                                                                    | Danimarca                                                                | UEFA Nations League 2018-2019 - 1º turno                                 | -                                                                        |                                                                          |
| 16-10-2018                                                               | Herning                                                                  | Danimarca                                                                | 2 – 0                                                                    | Austria                                                                  | Amichevole                                                               | -                                                                        | 46’                                                                      |
| 16-11-2018                                                               | Cardiff                                                                  | Galles                                                                   | 1 – 2                                                                    | Danimarca                                                                | UEFA Nations League 2018-2019 - 1º turno                                 | -                                                                        |                                                                          |
| 19-11-2018                                                               | Aarhus                                                                   | Danimarca                                                                | 0 – 0                                                                    | Irlanda                                                                  | UEFA Nations League 2018-2019 - 1º turno                                 | -                                                                        | 65’                                                                      |
| 26-3-2019                                                                | Basilea                                                                  | Svizzera                                                                 | 3 – 3                                                                    | Danimarca                                                                | Qual. Euro 2020                                                          | -                                                                        |                                                                          |
| 7-6-2019                                                                 | Copenaghen                                                               | Danimarca                                                                | 1 – 1                                                                    | Irlanda                                                                  | Qual. Euro 2020                                                          | -                                                                        |                                                                          |
| 10-6-2019                                                                | Copenaghen                                                               | Danimarca                                                                | 5 – 1                                                                    | Georgia                                                                  | Qual. Euro 2020                                                          | 1                                                                        | 75’                                                                      |
| 5-9-2019                                                                 | Gibilterra                                                               | Gibilterra                                                               | 0 – 6                                                                    | Danimarca                                                                | Qual. Euro 2020                                                          | -                                                                        | 63’                                                                      |
| 8-9-2019                                                                 | Tbilisi                                                                  | Georgia                                                                  | 0 – 0                                                                    | Danimarca                                                                | Qual. Euro 2020                                                          | -                                                                        |                                                                          |
| 12-10-2019                                                               | Copenaghen                                                               | Danimarca                                                                | 1 – 0                                                                    | Svizzera                                                                 | Qual. Euro 2020                                                          | 1                                                                        | 6’                                                                       |
| 18-11-2019                                                               | Dublino                                                                  | Irlanda                                                                  | 1 – 1                                                                    | Danimarca                                                                | Qual. Euro 2020                                                          | -                                                                        |                                                                          |
| 5-9-2020                                                                 | Copenaghen                                                               | Danimarca                                                                | 0 – 2                                                                    | Belgio                                                                   | UEFA Nations League 2020-2021 - 1º turno                                 | -                                                                        |                                                                          |
| 8-9-2020                                                                 | Copenaghen                                                               | Danimarca                                                                | 0 – 0                                                                    | Inghilterra                                                              | UEFA Nations League 2020-2021 - 1º turno                                 | -                                                                        |                                                                          |
| 7-10-2020                                                                | Herning                                                                  | Danimarca                                                                | 4 – 0                                                                    | Fær Øer                                                                  | Amichevole                                                               | -                                                                        | 62’                                                                      |
| 11-10-2020                                                               | Reykjavík                                                                | Islanda                                                                  | 0 – 3                                                                    | Danimarca                                                                | UEFA Nations League 2020-2021 - 1º turno                                 | -                                                                        | 66’                                                                      |
| 14-10-2020                                                               | Londra                                                                   | Inghilterra                                                              | 0 – 1                                                                    | Danimarca                                                                | UEFA Nations League 2020-2021 - 1º turno                                 | -                                                                        |                                                                          |
| 15-11-2020                                                               | Copenaghen                                                               | Danimarca                                                                | 2 – 1                                                                    | Islanda                                                                  | UEFA Nations League 2020-2021 - 1º turno                                 | -                                                                        |                                                                          |
| 18-11-2020                                                               | Lovanio                                                                  | Belgio                                                                   | 4 – 2                                                                    | Danimarca                                                                | UEFA Nations League 2020-2021 - 1º turno                                 | -                                                                        | 76’                                                                      |
| 25-3-2021                                                                | Tel Aviv                                                                 | Israele                                                                  | 0 – 2                                                                    | Danimarca                                                                | Qual. Mondiali 2022                                                      | -                                                                        | 77’                                                                      |
| 31-3-2021                                                                | Vienna                                                                   | Austria                                                                  | 0 – 4                                                                    | Danimarca                                                                | Qual. Mondiali 2022                                                      | -                                                                        | 55’                                                                      |
| 2-6-2021                                                                 | Innsbruck                                                                | Germania                                                                 | 1 – 1                                                                    | Danimarca                                                                | Amichevole                                                               | 1                                                                        | 80’                                                                      |
| 6-6-2021                                                                 | Brøndbyvester                                                            | Danimarca                                                                | 2 – 0                                                                    | Bosnia ed Erzegovina                                                     | Amichevole                                                               | -                                                                        | 46’                                                                      |
| 12-6-2021                                                                | Copenaghen                                                               | Danimarca                                                                | 0 – 1                                                                    | Finlandia                                                                | Euro 2020 - 1º turno                                                     | -                                                                        |                                                                          |
| 17-6-2021                                                                | Copenaghen                                                               | Danimarca                                                                | 1 – 2                                                                    | Belgio                                                                   | Euro 2020 - 1º turno                                                     | 1                                                                        | 61’                                                                      |
| 21-6-2021                                                                | Copenaghen                                                               | Russia                                                                   | 1 – 4                                                                    | Danimarca                                                                | Euro 2020 - 1º turno                                                     | 1                                                                        | 60’                                                                      |
| 3-7-2021                                                                 | Baku                                                                     | Rep. Ceca                                                                | 1 – 2                                                                    | Danimarca                                                                | Euro 2020 - Quarti di finale                                             | -                                                                        | 59’                                                                      |
| 7-7-2021                                                                 | Londra                                                                   | Inghilterra                                                              | 2 – 1 dts                                                                | Danimarca                                                                | Euro 2020 - Semifinale                                                   | -                                                                        | 67’                                                                      |
| 1-9-2021                                                                 | Copenaghen                                                               | Danimarca                                                                | 2 – 0                                                                    | Scozia                                                                   | Qual. Mondiali 2022                                                      | -                                                                        | 68’                                                                      |
| 4-9-2021                                                                 | Tórshavn                                                                 | Fær Øer                                                                  | 0 – 1                                                                    | Danimarca                                                                | Qual. Mondiali 2022                                                      | -                                                                        | 76’                                                                      |
| 7-9-2021                                                                 | Copenaghen                                                               | Danimarca                                                                | 5 – 0                                                                    | Israele                                                                  | Qual. Mondiali 2022                                                      | 1                                                                        | 77’                                                                      |
| 9-10-2021                                                                | Chișinău                                                                 | Moldavia                                                                 | 0 – 4                                                                    | Danimarca                                                                | Qual. Mondiali 2022                                                      | -                                                                        | 77’                                                                      |
| 12-10-2021                                                               | Copenaghen                                                               | Danimarca                                                                | 1 – 0                                                                    | Austria                                                                  | Qual. Mondiali 2022                                                      | -                                                                        |                                                                          |
| 12-11-2021                                                               | Copenaghen                                                               | Danimarca                                                                | 3 – 1                                                                    | Fær Øer                                                                  | Qual. Mondiali 2022                                                      | -                                                                        | 67’                                                                      |
| 26-3-2022                                                                | Amsterdam                                                                | Paesi Bassi                                                              | 4 – 2                                                                    | Danimarca                                                                | Amichevole                                                               | -                                                                        | 45’                                                                      |
| 6-6-2022                                                                 | Vienna                                                                   | Austria                                                                  | 1 – 2                                                                    | Danimarca                                                                | UEFA Nations League 2022-2023 - 1º turno                                 | -                                                                        | 35’ 51’                                                                  |
| 10-6-2022                                                                | Copenaghen                                                               | Danimarca                                                                | 0 – 1                                                                    | Croazia                                                                  | UEFA Nations League 2022-2023 - 1º turno                                 | -                                                                        | 83’ 90’                                                                  |
| 19-6-2023                                                                | Lubiana                                                                  | Slovenia                                                                 | 1 – 1                                                                    | Danimarca                                                                | Qual. Euro 2024                                                          | -                                                                        | 71’                                                                      |
| 7-9-2023                                                                 | Copenaghen                                                               | Danimarca                                                                | 4 – 0                                                                    | San Marino                                                               | Qual. Euro 2024                                                          | -                                                                        | 82’                                                                      |
| 10-9-2023                                                                | Helsinki                                                                 | Finlandia                                                                | 0 – 1                                                                    | Danimarca                                                                | Qual. Euro 2024                                                          | -                                                                        | 67’ 73’                                                                  |
| 14-10-2023                                                               | Copenaghen                                                               | Danimarca                                                                | 3 – 1                                                                    | Kazakistan                                                               | Qual. Euro 2024                                                          | -                                                                        | 69’                                                                      |
| 17-10-2023                                                               | Serravalle                                                               | San Marino                                                               | 1 – 2                                                                    | Danimarca                                                                | Qual. Euro 2024                                                          | 1                                                                        | 62’                                                                      |
| 17-11-2023                                                               | Copenaghen                                                               | Danimarca                                                                | 2 – 1                                                                    | Slovenia                                                                 | Qual. Euro 2024                                                          | -                                                                        | 90+1’                                                                    |
| 20-11-2023                                                               | Belfast                                                                  | Irlanda del Nord                                                         | 2 – 0                                                                    | Danimarca                                                                | Qual. Euro 2024                                                          | -                                                                        | 56’                                                                      |
| 23-3-2024                                                                | Copenaghen                                                               | Danimarca                                                                | 0 – 0                                                                    | Svizzera                                                                 | Amichevole                                                               | -                                                                        | 59’                                                                      |
| 26-3-2024                                                                | Brøndbyvester                                                            | Danimarca                                                                | 2 – 0                                                                    | Fær Øer                                                                  | Amichevole                                                               | -                                                                        | 70’                                                                      |
| 5-6-2024                                                                 | Copenaghen                                                               | Danimarca                                                                | 2 – 1                                                                    | Svezia                                                                   | Amichevole                                                               | -                                                                        | 79’                                                                      |
| 8-6-2024                                                                 | Brøndbyvester                                                            | Danimarca                                                                | 3 – 1                                                                    | Norvegia                                                                 | Amichevole                                                               | 1                                                                        | 84’                                                                      |
| 16-6-2024                                                                | Stoccarda                                                                | Slovenia                                                                 | 1 – 1                                                                    | Danimarca                                                                | Euro 2024 - 1º turno                                                     | -                                                                        | 83’                                                                      |
| 20-6-2024                                                                | Francoforte sul Meno                                                     | Danimarca                                                                | 1 – 1                                                                    | Inghilterra                                                              | Euro 2024 - 1º turno                                                     | -                                                                        | 67’                                                                      |
| 25-6-2024                                                                | Monaco di Baviera                                                        | Danimarca                                                                | 0 – 0                                                                    | Serbia                                                                   | Euro 2024 - 1º turno                                                     | -                                                                        | 88’                                                                      |
| 29-6-2024                                                                | Dortmund                                                                 | Germania                                                                 | 2 – 0                                                                    | Danimarca                                                                | Euro 2024 - Ottavi di finale                                             | -                                                                        | 69’                                                                      |
| 8-9-2024                                                                 | Copenaghen                                                               | Danimarca                                                                | 2 – 0                                                                    | Serbia                                                                   | UEFA Nations League 2024-2025 - 1º turno                                 | 1                                                                        | 69’                                                                      |
| 12-10-2024                                                               | Murcia                                                                   | Spagna                                                                   | 1 – 0                                                                    | Danimarca                                                                | UEFA Nations League 2024-2025 - 1º turno                                 | -                                                                        | 73’                                                                      |
| 18-11-2024                                                               | Leskovac                                                                 | Serbia                                                                   | 0 – 0                                                                    | Danimarca                                                                | UEFA Nations League 2024-2025 - 1º turno                                 | -                                                                        | 53’                                                                      |
| Totale                                                                   |                                                                          | Presenze                                                                 | 86                                                                       |                                                                          | Reti                                                                     | 14                                                                       |                                                                          |

## Palmarès

### Club

#### Competizioni nazionali
- Coppa di Germania: 2

RB Lipsia: 2021-2022, 2022-2023
- Supercoppa di Germania: 1

RB Lipsia: 2023